# Exposició Universal de 1958
L'Exposition universelle et internationale Bruxelles 1958 va ser una exposició universal regulada pel Bureau International des Expositions que va tenir lloc entre el 17 d'abril i el 9 d'octubre de 1958 a Brussel·les, la capital de Bèlgica.

## Exposició
El lema oficial va ser «La tecnologia al servei de les persones. El progrés de la humanitat a través del progrés de la tecnologia». S'hi van presentar per primera vegada al públic la tecnologia espacial i l'energia nuclear, aleshores tecnologies punteres. Va ser la primera exposició universal celebrada després de la Segona Guerra Mundial. L'exposició va quedar marcada per la rivalitat entre el bloc occidental i el bloc oriental, en la qual els dos bàndols intentaven presentar els estats que en formaven part com a països més avançats que els de l'altre bloc.
L'exposició es va celebrar en un recinte de dos quilòmetres quadrats en el sector de Heysel, a 7 quilòmetres del centre de Brussel·les. Molts dels edificis utilitzats a l'exposició foren construïts originalment per l'Exposició internacional de Brussel·les (1935).
La primera proposta per celebrar aquesta exposició fou pel 1947 i s'aplaçà, inicialment, pel 1955. L'exposició es convertí en un lloc per provar les possibilitats de l'existència humana a l'ombra de la destrucció nuclear.
El fet que l'exposició fou la primera a celebrar-se en el marc de la Guerra Freda li donà més importància: els governs dels països aliats de l'Europa Occidental aprofitaren l'ocasió para demostrar els seus èxits de postguerra, mentre que els països de l'Eix - Alemanya, Japó i Itàlia - hi veieren una oportunitat de netejar la seva imatge internacional. Tot i la majestuositat de l'exposició, el més destacat fou la tensió evident entre els Estats Units i la Unió Soviètica, que utilitzaren els seus respectius pavellons per promoure els seus règims polítics.
L'exposició es recordada per l'Atomium, un model gegant d'una molècula d'acer (on cada esfera representa un àtom). Més de 41 milions de persones visitaren l'exposició inaugurada pel rei Balduí I, fent una crida a la pau mundial i al progrés econòmic i social.